# Cantone di Santo Domingo (Costa Rica)
Il cantone di Santo Domingo è un cantone della Costa Rica facente parte della provincia di Heredia.

## Geografia antropica

### Suddivisioni amministrative
Il cantone  è suddiviso in 8 distretti:
- Pará
- Paracito
- San Miguel
- San Vicente
- Santa Rosa
- Santo Domingo
- Santo Tomás
- Tures